# NEPOMUK
NEPOMUK（Networked Environment for Personalized, Ontology-based Management of Unified Knowledge、統一された知識を個人化し、オントロジーに基づいて管理するためのネットワーク環境）は、ソーシャルセマンティックデスクトップ（意味論的デスクトップ）の開発を視野に入れたソフトウェアの仕様である。大部分のコードはオープンソースである。
NEPOMUKを利用している最初のプロジェクトはNEPOMUK-KDEであり、これはKDE 4に含まれている機能の一つである。

## 諸機能
- WikiModel
- RDF2Go